# Campionati Internazionali di Sicilia 1999 - Qualificazioni doppio
Le qualificazioni del doppio dei Campionati Internazionali di Sicilia 1999 sono state un torneo di tennis preliminare per accedere alla fase finale della manifestazione. I vincitori dell'ultimo turno sono entrati di diritto nel tabellone principale. In caso di ritiro di uno o più giocatori aventi diritto a questi sono subentrati i lucky loser, ossia i giocatori che hanno perso nell'ultimo turno ma che avevano una classifica più alta rispetto agli altri partecipanti che avevano comunque perso nel turno finale.
Le qualificazioni del doppio del torneo Campionati Internazionali di Sicilia 1999 prevedevano 4 coppie partecipanti di cui una è entrata nel tabellone principale.

## Teste di serie
1. Juan Ignacio Carrasco /  Jairo Velasco, Jr. (Qualificati)

1. Álex Calatrava /  Dušan Vemić (ultimo turno)

## Qualificati
1. Juan Ignacio Carrasco  /   Jairo Velasco, Jr.

## Tabellone

### Legenda
| - Q = Qualificato - WC = Wild card - LL = Lucky loser | - ALT = Alternate - SE = Special Exempt - PR = Protected Ranking | - w/o = Walkover - r = Ritirato - d = Squalificato |

|  | Primo turno | Primo turno                              | Primo turno | Primo turno | Primo turno |  |  | Ultimo turno | Ultimo turno                             | Ultimo turno | Ultimo turno | Ultimo turno |  |
|  |             |                                          |             |             |             |  |  |              |                                          |              |              |              |  |
|  | 1           | Juan Ignacio Carrasco Jairo Velasco, Jr. | 6           | 6           | 7           |  |  |              |                                          |              |              |              |  |
|  |             | Julián Alonso Markus Hipfl               | 7           | 3           | 5           |  |  | 1            | Juan Ignacio Carrasco Jairo Velasco, Jr. | 3            | 6            | 7            |  |
|  | 2           | Álex Calatrava Dušan Vemić               | 6           | 4           | 6           |  |  | 2            | Álex Calatrava Dušan Vemić               | 6            | 3            | 6            |  |
|  |             | Carlos Martinez-Comet Sargis Sargsian    | 4           | 6           | 3           |  |  |              |                                          |              |              |              |  |